# Павлов Сергій Павлович
Сергій Павлович Павлов (19 січня 1929, Ржев, нині Тверської області, Російська Федерація — 7 жовтня 1993, Москва) — радянський комсомольський, спортивний і державний діяч, дипломат, 1-й секретар ЦК ВЛКСМ. Член ЦК КПРС у жовтні 1961 – березні 1971. Член Центральної Ревізійної Комісії КПРС у квітні 1971 – лютому 1986. Депутат Верховної Ради СРСР 6—7-го скликань.

## Біографія
Народився у родині службовця-музиканта. У 1941 році був разом із батьками евакуйований до міста Мелекесса Ульяновської області. У 1944 році вступив до комсомолу. Працював поштарем, завідувачем бібліотеки військового евакуаційного госпіталю. У 1945 році — секретар комсомольської організації штабу військового евакуаційного госпіталю. Після закінчення німецько-радянської війни повернувся до Ржева.
У 1946—1949 роках — студент Ржевського технікуму механізації і електрифікації сільського господарства. Після закінчення технікуму, до 1950 року навчався у Московському інституті механізації і електрифікації сільського господарства. Навчання не закінчив, бо у 1950 році став студентом Державного центрального інституту фізичної культури у Москві (який закінчив аж у 1971 році). Обирався секретарем комітету комсомолу Державного центрального інституту фізичної культури.
З грудня 1952 року — на штатній комсомольській роботі. У грудні 1952—1954 роках — 2-й секретар, 1-й секретар Красногвардійського районного комітету ВЛКСМ міста Москви.
Член КПРС з 1954 року.
У 1954—1955 роках — голова Ревізійної комісії Московського обласного комітету ВЛКСМ. У 1955—1956 роках — завідувач відділу студентської молоді Московського міського комітету ВЛКСМ. У 1956 році — секретар Московського міського комітету ВЛКСМ.
У 1956—1957 роках — 2-й секретар Московського міського комітету ВЛКСМ, завідувач відділу комсомольських органів Московського міського комітету ВЛКСМ.
У 1957—1958 роках — 1-й секретар Московського міського комітету ВЛКСМ.
18 квітня 1958 – 25 березня 1959 року — секретар ЦК ВЛКСМ.
25 березня 1959 – 12 червня 1968 року — 1-й секретар ЦК ВЛКСМ.
У жовтні 1968 – 17 квітня 1983 року — голова Комітету по фізичній культурі і спорту при Раді Міністрів СРСР. Одночасно, у березні 1975 – квітні 1983 року — президент Національного олімпійського комітету СРСР.
18 лютого 1983 – 4 квітня 1985 року — надзвичайний і повноважний посол СРСР в Монгольській Народній Республіці.
1 липня 1985 – 22 серпня 1990 року — надзвичайний і повноважний посол СРСР в Бірмі.

## Сім'я
Сергій Павлов виріс у сім'ї з музичними традиціями. Батько - Павло Петрович Павлов (1902-1970), хормейстер і диригент, творець і керівник академічного змішаного хору в місті Ржеві (з 2003 - хор ім. П. П. Павлова), учасник Великої Вітчизняної війни. Мати - Валентина Миколаївна Павлова (уроджена Васильєва) (1904-1972) - працювала в хорі разом із чоловіком, піаніст-акомпаніатор.
Дід по материнській лінії - Микола Тимофійович Васильєв, дворянин, закінчив Петербурзьку консерваторію за класом Римського-Корсакова (композиція). Бабуся по материнській лінії — Глафіра Сергіївна Пилаєва походила із сім'ї потомствених священнослужителів-старообрядців Пилаєвих. Прадід - Сергій Арсенійович Пилаєв був настоятелем Троїцької церкви на Троїцькому цвинтарі в садибі Чертоліно Тверської губернії (у спорідненості зі священнослужителями Дюковими).
Сергій Павлов був одружений. Дружина – Євгенія Михайлівна Алтуніна, закінчила разом із чоловіком ДЦОЛІФК. У шлюбі народилося двоє дітей. Дочка Людмила Павлова – журналіст, син Павло Павлов – підприємець.

## Комсомольські роки
Сергій Павлов зараховується до ставлеників Микити Хрущова. Поряд із Володимиром Семичастним та Олександром Шелепіним, які очолювали комсомол до нього, Павлов був зарахований брежнєвсько-сусловською групою до «комсомольської фронди». Після усунення Хрущова всі вони протягом 1967—1968 років були звільнені від керівних посад і відсунуті на політичні «задвірки». Павлова «кинули» піднімати спорт.
У свій актив на комсомольській посаді протягом майже 10 років (навіть легендарний Олександр Косарєв очолював сталінський комсомол на кілька місяців менше) Павлов міг би записати Всесвітній фестиваль молоді та студентів у Москві, гагаринську еру, створення молодіжних журналів, альманахів та газет, рух «шістдесятників», цілину, «фізиків та ліриків», перші в СРСР молодіжні кафе та багато іншого, що вирізняло час «шістдесятників».
Однак, також відзначають, що за ті дев'ять років, що Павлов керував комсомолом, він «звик відчувати себе господарем, підлеглі скаржилися на його різкість, організаційні таланти та ділова хватка вживалися в ньому з пануванням та зарозумілістю»[6].
«Він був азартний, заводний і любив верховодити, — згадував Борис Пастухов, тоді другий секретар ЦК комсомолу. — Цілком не міг поступатися будь-кому на волейбольному майданчику і в більярдному, та й у житті взагалі»[6].
Історик Володимир Криворученко[7] так писав про Павлова: "Він відрізнявся ерудицією, досить високою культурою, широким кругозіром, захоплювався музикою, спортом, добре співав, мав високі спортивні розряди. Мав справді дар спілкування, у нього було багато справжніх друзів, першими з яких слід назвати Юрія Гагаріна та Олександру Пахмутову.У короткій замальовці не можна передати всього Павлова.Своє ім'я заявляє, що Павлов Сергій Павлович гідний, щоб про нього була створена справжня, цілком об'єктивна книга з «Життя чудових людей».Це російський самородок, видатний патріот , істий комуніст у найкращому розумінні, яким вправі пишатися Батьківщині. Його пристрасно любила молодь, поважали на «горі» і побоювалися колами нижче. Чому боялися? Він різав «правду-матку» з фактами, іменами».
У 1968 році, через три тижні після загибелі Юрія Гагаріна, Павлова призначили головою Центральної ради Спілки спортивних товариств та організацій СРСР - у 1968 році перетворений на Комітет з фізичної культури і спорту при Раді Міністрів СРСР (як зазначається, майже міністерська посада, насправді ж для Павлова була опалою).

## Керівництво спортом
Керував радянською делегацією на Олімпійських іграх 1968, 1972, 1976, 1980, ЗОІ 1972, 1976, 1980. Шість разів поспіль, на трьох літніх і трьох зимових Олімпіадах, спортсмени СРСР перемагали. У парадному строю на чолі делегацій йшов голова Спорткомітету СРСР Сергій Павлов, який пробув на цій посаді 15 років.
Став головним ініціатором проведення 1972 року хокейної суперсерії СРСР - Канада.
Однією з найяскравіших подій його перебування на цій посаді стала «Олімпіада-80» у Москві, у проведенні якої відіграли свою роль його організаторські здібності, авторитет та дружні зв'язки у спортивному світі планети, наприклад, з родиною Аді Дасслера (Adi Dassler, засновник фірми «Адідас») та його дочкою Брігіттою Бенклер-Дасслер (Brigitte Baenkler-Dassler), з президентом НОК Ліхтенштейна та членом МОК Едуардом фон Фальц-Фейном (Baron Eduard von Falz-Fein), президентом НОК Німеччини Віллі Дауме підприємцем Бертольдом Байцем (Berthold Beiz, фірма «Круп»), мексиканським президентом НОК Педро Рамірес Васкес (Pedro Ramírez Vázquez) та ін.
Автор книг «XIX Олімпіада: надії, підсумки, проблеми» (1968), «Олімпійський рік: підсумки, уроки, перспективи» (1973), «На фінішній прямій» (1977), «Фізична культура та спорт у СРСР» (1979) .
12 лютого 2004 року Бюро виконкому Олімпійського комітету Росії ухвалило нагородити Павлова почесним знаком «За заслуги у розвитку олімпійського руху на Росії» за великий особистий внесок у розвиток спорту та олімпійського руху в країні та у зв'язку з 75-річчям від дня народження (посмертно).

## Думки
Був змальований поетом Євтушенком як «рум'яний комсомольський вождь»[8] у вірші «Пам'яті Єсеніна»[9]. Проте їхня дружба тривала все життя. За часів керівництва спортом, Павлов надавав поетові для виступів арени стадіонів у Лужниках. Євтушенко, у свою чергу, відвідував посла Павлова у Монголії та Бірмі.
Згідно з книгою «КДБ грає в шахи», впав жертвою інтриг:
Довгі роки Грамов виношував мрію очолити радянський спортивний рух. Залучали і можливість закордонних поїздок, і представництво у міжнародних спортивних колах, і, крім того, отримання доступу до великих коштів, що витрачаються СРСР досягнення спортивних перемог. Як людина, яка багато років курирувала по лінії ЦК КПРС радянський великий спорт, Грамов більш ніж будь-хто добре уявляв собі всі вигоди такої посади. На шляху до його мрії стояла людина яскрава і неординарна, колишній 1-й секретар ЦК ВЛКСМ, а потім голова Держкомспорту СРСР Сергій Павлов. Як у будь-якої неординарної особистості, були в нього і вороги, підступні та могутні. Після проведення московської літньої Олімпіади 1980 року, де радянські спортсмени здобули рекордну кількість медалей, оскільки Олімпіаду бойкотували провідні спортсмени світу, Павлов несподівано для всіх був відправлений до Монголії послом СРСР. Це було ганебним посиланням для діяльного і честолюбного Павлова, що в результаті коштувало йому життя. У нього розвинулося тяжке захворювання, і незабаром він помер. Після опали Павлова і заслання їх у Монголію управління радянським спортом прийняв він Грамов, який мав потужного покровителя від імені свого приятеля (на той час генерал-лейтенанта, начальника П'ятого управління КДБ) І. П. Абрамова.
— «КДБ грає у шахи». Б. Гулько, В. Корчної, В. Попов, Ю. Фельштинський
Володимир Васін, олімпійський чемпіон 1972 року зі стрибків у воду, почесний віце-президент ДКР:
– Це була дивовижна людина – світла і відкрита. Приголомшливий організатор та керівник з великої літери. На відміну від багатьох чиновників, під час Олімпійських ігор він жив разом зі спортсменами в Олімпійському селі. Знав про все, що відбувається в команді, поділяв сподівання та турботи атлетів. Завжди міг дати корисну пораду та підбадьорити. До нього можна було прийти і поділитись своїми ідеями, знаючи, що вони будуть почуті. Тому всі спортсмени дуже шанували Павлова. Для них він був більшим, ніж просто керівник. Сергій Павлович у буквальному значенні жив спортом та інтересами людей, які ним професійно займалися.

## Нагороди та звання
- два ордени Леніна (,1976)
- орден Жовтневої Революції (1980)
- орден Трудового Червоного Прапора
- орден «Знак Пошани» (1970)
- медалі